# Białogard (gromada)
Białogard – dawna gromada, czyli najmniejsza jednostka podziału terytorialnego Polskiej Rzeczypospolitej Ludowej w latach 1954–1972.
Gromady, z gromadzkimi radami narodowymi (GRN) jako organami władzy najniższego stopnia na wsi, funkcjonowały od reformy reorganizującej administrację wiejską przeprowadzonej jesienią 1954 do momentu ich zniesienia z dniem 1 stycznia 1973, tym samym wypierając organizację gminną w latach 1954–1972.
Gromadę Białogard z siedzibą GRN w mieście Białogardzie (nie wchodzącym w jej skład) utworzono 1 stycznia 1958 w powiecie białogardzkim w woj. koszalińskim z obszarów zniesionych gromad Kościernica i Redlino w tymże powiecie;równocześnie do nowo utworzonej gromady Białogard przyłączono wieś Nosówko ze zniesionej gromady Białogórzyno w tymże powiecie.
31 grudnia 1961 do gromady Białogard włączono obszar zniesionej gromady Łęczno (oprócz wsi Gruszewo, Laski i Stanomino) w tymże powiecie.
W 1965 roku gromadą zarządzało 25 członków gromadzkiej rady narodowej.
1 stycznia 1972 do gromady Białogard włączono grunty o powierzchni 823 ha z miasta Białogard w tymże powiecie.
Gromada przetrwała do końca 1972 roku, czyli do kolejnej reformy gminnej. 1 stycznia 1973 w powiecie białogardzkim utworzono gminę Białogard.